# Artefakty z Tucson
Artefakty z Tucson – grupa 31 ołowianych przedmiotów odkrytych rzekomo w 1924 roku w opuszczonym piecu wapienniczym na obszarze Picture Rocks niedaleko Tucson w amerykańskim stanie Arizona, mających być świadectwem istnienia prekolumbijskich kontaktów transatlantyckich.
Na skarb składają się odlane z ołowiu krzyże, berła, miecze i groty od włóczni, których powierzchnia pokryta jest różnymi symbolami, wizerunkami ludzkich głów, a jeden z mieczy także zarysem stworzenia przypominającego diplodoka. Na niektórych przedmiotach znajdują się inskrypcje w językach łacińskim i hebrajskim. Jeden z napisów przekazuje informację o rzekomych twórcach artefaktów: przybyszach z Rzymu, którzy w roku 775 dotarli do nieznanej wcześniej krainy o nazwie Calalus, założyli tam kolonię, a następnie toczyli wojnę z ludem, którego władca nosił imię Toltezus Silvanus (przypuszczalnie aluzja do Tolteków).
Rzekome znaleziska z Tucson uznawane są przez zawodowych archeologów za niezbyt wyszukane oszustwo. Trudno bowiem wytłumaczyć, w jaki sposób starożytne artefakty miałyby się znaleźć w użytkowanym jeszcze kilkanaście lat przed ich „odkryciem” współczesnym piecu wapienniczym, nonsensowny i wyizolowany z kontekstu jest też wizerunek dinozaura. Nie wiadomo również, dlaczego miecze wykonane zostały z ołowiu, surowca nieprzydatnego do produkcji ostrzy broni. Jak wskazują filolodzy, inskrypcje na przedmiotach sporządziła osoba słabo znająca łacinę, zdania zawierają bowiem liczne błędy gramatyczne. Ponadto część z napisów to sentencje i fragmenty z dzieł autorów antycznych, przepisane najprawdopodobniej z podręczników do nauki łaciny.